# Primera guerra bóer
La primera guerra bóer (en inglés: First Boer War, First Anglo-Boer War y Transvaal War; en afrikáans: Eerste Vryheidsoorlog o Eerste Boereoorlog —literalmente 'primera guerra de liberación' y 'primera guerra bóer', respectivamente—) fue un conflicto que se desarrolló entre el 16 de diciembre de 1880 y el 23 de marzo de 1881.
Fue el primer enfrentamiento entre el Imperio británico y los colonos neerlandeses o bóeres de Transvaal. Se desencadenó cuando sir Theophilus Shepstone anexionó Transvaal (la República Sudafricana) al Reino Unido en 1877. Los británicos consolidaron su poder sobre la mayoría de las colonias de Sudáfrica en 1879, tras la guerra anglo-zulú. Los bóeres protestaron ante el hecho consumado y, en diciembre de 1880, estalló una revuelta. Los bóeres obtuvieron victorias en varias batallas, destacando las de Elandsfontein, Laing's Nek, Schuinshoogte y Majuba. La victoria en la guerra de los bóeres aseguró la independencia del Transvaal hasta la segunda guerra bóer, mucho más grande, de 1899 a 1902.

## Antecedentes

### Anexión de 1877

Mapa del año 1885.

La parte meridional del continente africano estuvo dominada en el siglo XIX por un conjunto de luchas épicas para crear en ella un único Estado unificado. La agresividad británica en el sur de África se vio alimentada por tres motivaciones principales: en primer lugar, para controlar las rutas comerciales hacia la India que pasaban por el Cabo; en segundo lugar, el descubrimiento, en 1868, de enormes yacimientos minerales de diamantes alrededor de Kimberley, en las fronteras conjuntas de la República Sudafricana (llamada Transvaal por los británicos), el Estado Libre de Orange y el Cabo, y posteriormente, en 1886, en el Transvaal, de un importante hallazgo de oro, todo lo cual ofrecía una enorme riqueza y poder; y, por último, la carrera contra otras potencias coloniales europeas, como parte de una expansión colonial general en África. Otros colonizadores potenciales eran Portugal (que ya controlaba África Oriental y Occidental, incluido el actual Mozambique), Alemania (actual Namibia) y, más al norte, Bélgica (Congo) y Francia (África Occidental y Ecuatorial, y Madagascar). 
Los intentos británicos en 1880 de anexionarse el Transvaal, y en 1899 tanto el Transvaal como el Estado Libre de Orange (que desembocaron en la segunda guerra bóer), fueron sus mayores incursiones en el sur de África, pero hubo otras. En 1868, los británicos se anexionaron Basutolandia en las Drakensberg (la actual Lesoto, rodeada por Transvaal (al norte), el Estado Libre de Orange (al oeste) y Natal (al sur y al este)) tras un llamamiento de Moshesh, líder de un grupo mixto de refugiados africanos de las guerras zulúes, que buscaban la protección británica tanto contra los bóeres como contra los zulúes. En la década de 1880, Bechuanalandia (la actual Botsuana, situada al norte del río Orange) se convirtió en objeto de disputa entre los alemanes al oeste, los bóeres al este y los británicos de la Colonia del Cabo al sur. Aunque Bechuanalandia carecía prácticamente de valor económico, la "Ruta de los Misioneros" la atravesaba en dirección a territorios situados más al norte. Después de que los alemanes se anexionaran Damaraland y Namaqualand (la actual Namibia) en 1884, los británicos se anexaron Bechuanaland en 1885.
Gran Bretaña adquirió el Cabo de Buena Esperanza en Sudáfrica a los holandeses en 1815, durante las guerras napoleónicas. Algunos grupos de colonos holandeses ("bóers") se resintieron del dominio británico, a pesar de que éste les reportó algunos beneficios económicos. Se produjeron sucesivas oleadas de migraciones de granjeros bóer (conocidos como Trekboer), primero hacia el este por la costa, alejándose del Cabo hacia Natal, y después hacia el norte, hacia el interior, estableciendo finalmente las repúblicas que llegaron a conocerse como Estado Libre de Orange y Transvaal (literalmente "al otro lado/más allá del río Vaal", afluente del río Orange).
Los británicos no intentaron impedir que los Trekboers se alejaran del Cabo. Los Trekboers actuaron como pioneros, abriendo el interior a los que les siguieron, y los británicos extendieron gradualmente su control lejos del Cabo a lo largo de la costa hacia el este, anexionando finalmente Natal en 1845. Posteriormente, los británicos ratificaron las dos nuevas repúblicas en un par de tratados: la Convención de Sand River de 1852, que reconocía la independencia de la República de Transvaal, y la Convención de Bloemfontein de 1854, que reconocía la independencia del Estado Libre de Orange. Sin embargo, la expansión colonial británica estuvo marcada, a partir de la década de 1830, por escaramuzas y guerras contra los bóeres y las tribus nativas durante la mayor parte del resto del siglo.
El descubrimiento de diamantes en 1867 cerca del río Vaal, a unos 550 kilómetros al noreste de Ciudad del Cabo, puso fin al aislamiento de los bóeres en el interior y cambió la historia sudafricana. El descubrimiento desencadenó una "fiebre del diamante" que atrajo a gentes de todo el mundo convirtiendo Kimberley en una ciudad de 50 000 habitantes en cinco años y llamando la atención de los intereses imperiales británicos. En la década de 1870, los británicos se anexionaron Griqualand Occidental, lugar de los descubrimientos de diamantes de Kimberley.
Lord Carnarvon, Secretario de Colonias de Disraeli, en un intento de extender la influencia británica en 1875, se acercó al Estado Libre de Orange y a la República de Transvaal e intentó organizar una federación de los territorios británicos y bóer que siguiera el modelo de la federación de 1867 de las provincias francesas e inglesas de Canadá, pero los dirigentes bóer lo rechazaron. Sin embargo, las sucesivas anexiones británicas, y en particular la anexión de Griqualand Occidental, provocaron un clima de malestar latente en las repúblicas bóer.

## Guerra

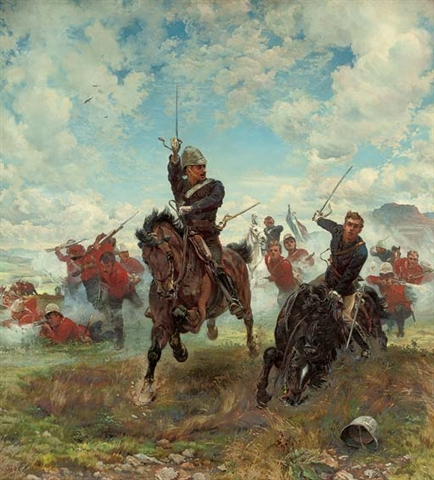
La caballería británica cargando en la batalla de Laing's Nek.

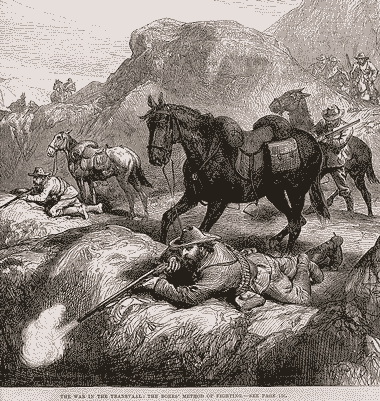
Los bóeres situados en la cresta se enfrentan a los británicos en la batalla de Elandsfontein.

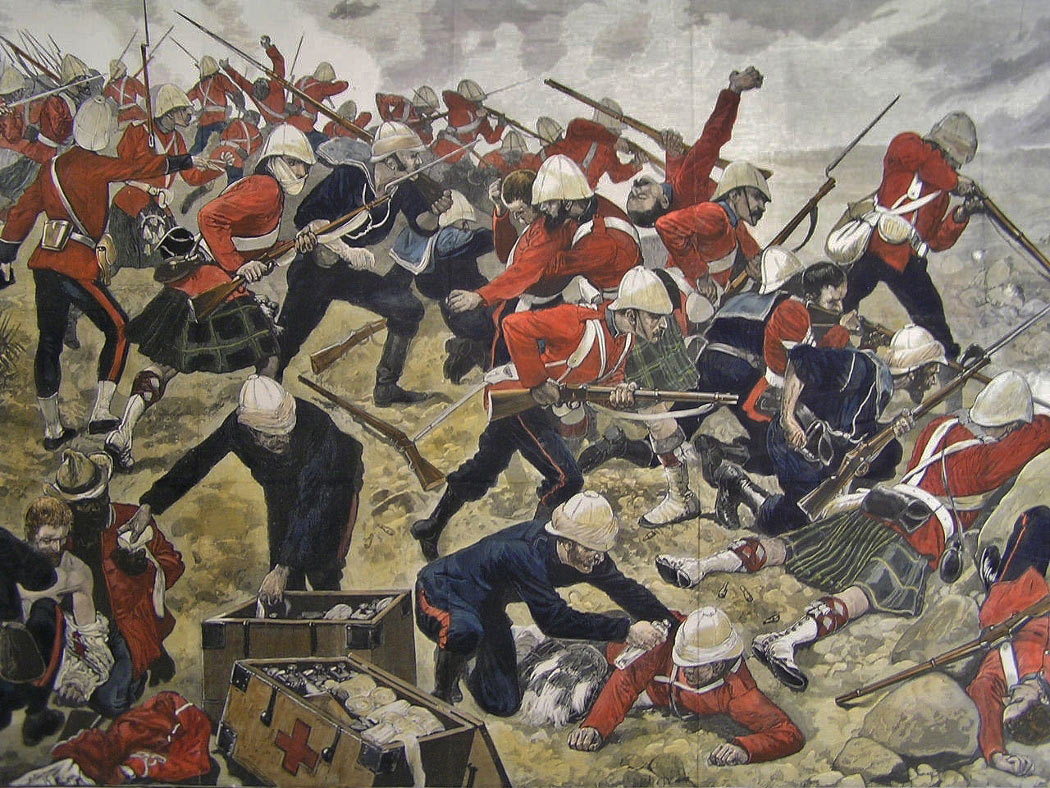
Lucha en la batalla de Majuba, la más importante de esta guerra.

La guerra comenzó el 16 de diciembre de 1880, tras la declaración de independencia del Reino Unido, con el ataque de los bóeres a un fuerte británico en Potchefstroom. Esto desencadenó una operación en Bronkhorstspruit el 20 de diciembre de 1880 en la que los bóeres emboscaron y destruyeron una caravana militar británica. Desde el 22 de diciembre de 1880 al 6 de enero de 1881, las guarniciones británicas de todo Transvaal sufrieron asedio. Los bóeres lograron otra victoria en la batalla de Elandsfontein.
Aunque generalmente se denomina guerra, los enfrentamientos reales fueron de naturaleza relativamente menor considerando los pocos hombres involucrados en ambos bandos y la corta duración del combate, que duró unas diez semanas. Los bóeres vestían sus ropajes de granjero cotidianos, fabricados en paño de color caqui, mientras que los uniformes británicos seguían siendo rojo escarlata, algo que llamaba notablemente la atención en el paisaje africano y que permitió a los bóeres, expertos francotiradores, hostigar fácilmente a las tropas británicas a distancia.
El cerco de las guarniciones británicas desembocó en la batalla de Laing's Nek el 28 de enero de 1881, en la que un destacamento británico compuesto por las fuerzas de Natal bajo el mando del general sir George Pomeroy Colley intentó romper las líneas de los bóeres sobre la cordillera de Drakensberg para liberar sus guarniciones. Por su parte los bóeres, a las órdenes de P.J. Joubert, rechazaron los ataques de la caballería e infantería británicas.
Otras acciones fueron la batalla de Schuinshoogte, también conocida como batalla de Ingogo, ocurrida el 8 de febrero de 1881, donde otro destacamento británico estuvo a punto de ser destruido. No obstante, la humillación definitiva de los británicos llegó con la batalla de Majuba Hill, el 27 de febrero de 1881, cuando varias compañías bóeres atacaron la colina y los expulsaron, y donde George Pomeroy Colley resultó muerto.
Incapaz de involucrarse más en una guerra que daba por perdida, el gobierno británico de William Gladstone firmó una tregua el 6 de marzo de 1881 y, en el tratado de paz definitivo del 23 de marzo siguiente, concedió a los bóeres el autogobierno de Transvaal bajo la supervisión teórica de los británicos.

### Consecuencias

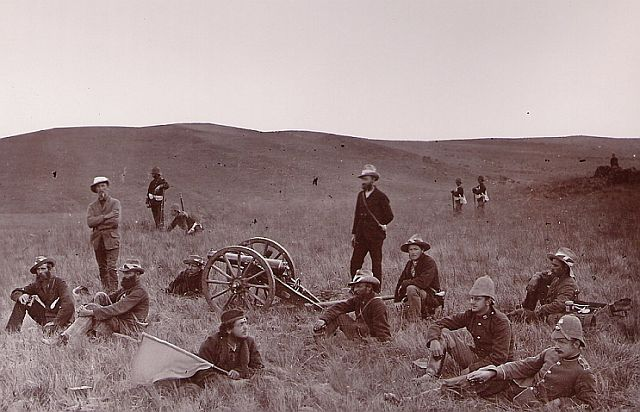
Soldados brtiánicos tras la batalla de Elandsfontein

Aunque los bóeres explotaron al máximo sus ventajas, sus tácticas poco convencionales, su puntería y su movilidad no explican del todo las cuantiosas pérdidas británicas. Al igual que los bóeres, los soldados británicos estaban equipados con rifles de carga de nalgas (Martini-Henry), pero (a diferencia de los bóeres) eran profesionales, y el ejército británico había librado previamente campañas en terrenos difíciles y contra un enemigo escurridizo, como los miembros de las tribus de los Territorios del Norte en el actual Afganistán. Los historiadores atribuyen gran parte de la culpa al mando británico, en particular al general de división Sir George Pomeroy Colley, aunque la mala inteligencia y las malas comunicaciones también contribuyeron a sus pérdidas. En Laing's Nek parece que Colley no sólo subestimó las capacidades bóer, sino que había sido mal informado y se vio sorprendido por el poderío de las fuerzas bóer. La confrontación en Ingogo Nek fue quizás precipitada, dado que se estaban enviando reservas, y Colley ya había experimentado la fuerza y las capacidades bóer. De hecho, los estrategas han especulado sobre si el convoy debería haber continuado cuando se sabía que era vulnerable a un ataque, y si era necesario que el propio Colley tomara el mando de la guardia británica.
La decisión de Colley de iniciar el ataque en la colina de Majuba cuando ya se estaba discutiendo la tregua parece haber sido temeraria, sobre todo porque el valor estratégico era limitado. Además, las posiciones bóer estaban fuera del alcance de los rifles desde la cima. Una vez iniciada la batalla de Majuba Hill, el mando de Colley y su comprensión de la grave situación parecieron deteriorarse a medida que avanzaba el día, ya que envió señales contradictorias a las fuerzas británicas en Mount Prospect por heliógrafo, primero solicitando refuerzos y luego afirmando que los bóeres se estaban retirando. Las deficiencias de liderazgo, inteligencia y comunicaciones provocaron la muerte de muchos soldados británicos y del propio Colley.
La primera guerra bóer fue el primer conflicto desde la guerra de Independencia de Estados Unidos en el que los británicos fueron derrotados de forma decisiva y obligados a firmar un tratado de paz en condiciones desfavorables. La batalla de Laing's Nek sería la última ocasión en la que un regimiento británico llevó sus colores del regimiento a la batalla.

## Paz

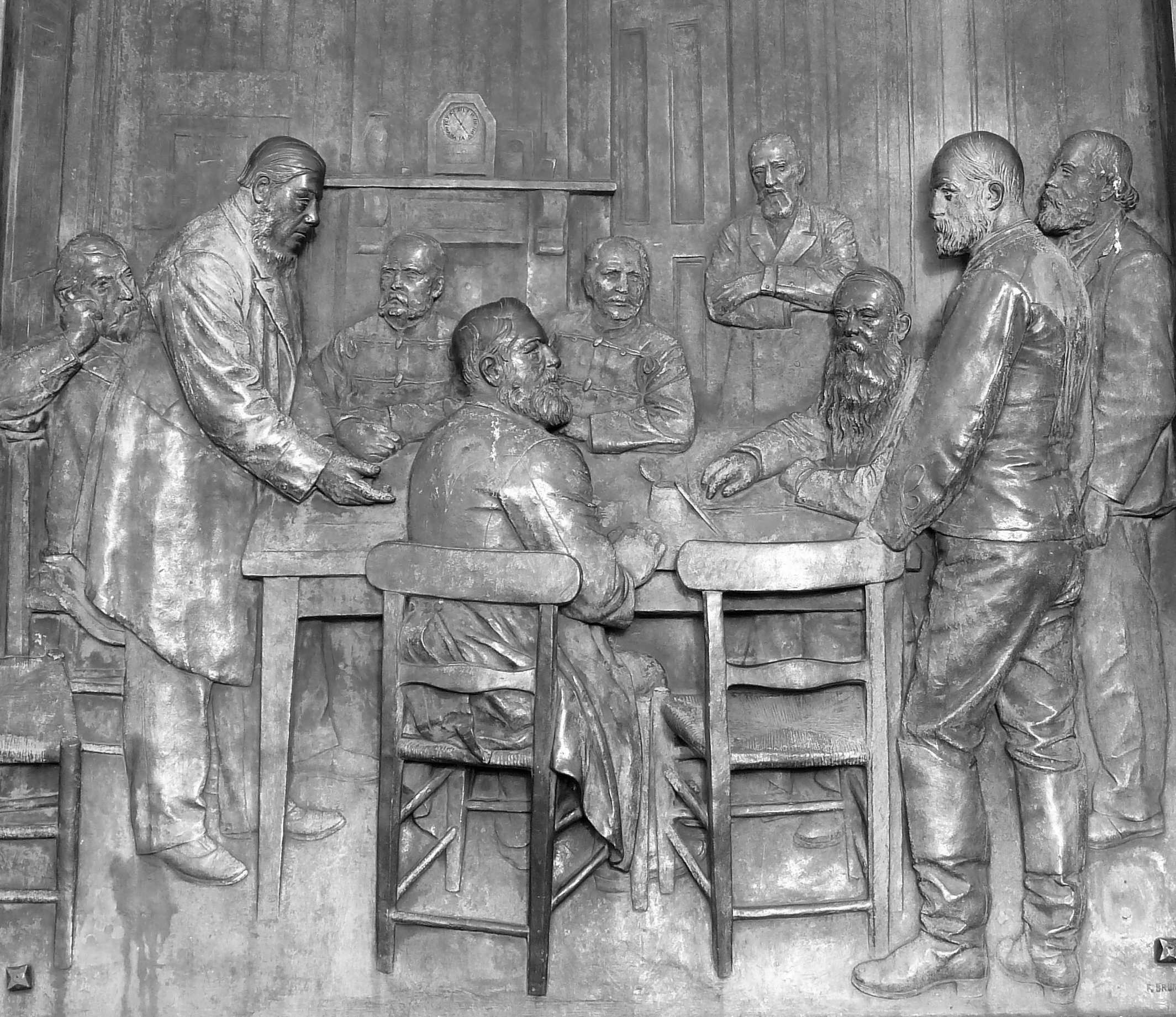
Conversaciones de paz entre Paul Kruger y Sir Evelyn Wood en O'Neil's Cottage cerca de Amajuba Hill

El gobierno británico, presidido por el primer ministro William Gladstone, se mostró conciliador al darse cuenta de que cualquier acción adicional requeriría importantes refuerzos de tropas, y era probable que la guerra fuera costosa, desordenada y prolongada. El gobierno británico, que no deseaba enredarse en una guerra lejana, ordenó una tregua.
Sir Evelyn Wood (sustituto de Colley) firmó un armisticio para poner fin a la guerra el 6 de marzo, y posteriormente se firmó un tratado de paz con Kruger en O'Neil's Cottage el 23 de marzo de 1881, con lo que la guerra llegó oficialmente a su fin. En el tratado de paz final, la Convención de Pretoria, negociada por una Comisión Real de tres miembros, los británicos acordaron el autogobierno completo de los bóeres en el Transvaal bajo la soberanía británica. Los bóeres aceptaron el gobierno nominal de la Reina y el control británico sobre las relaciones exteriores, los asuntos africanos y los distritos nativos. 
La Convención de Pretoria fue firmada el 3 de agosto de 1881 y ratificada el 25 de octubre por el Volksraad (parlamento) del Transvaal. El acuerdo no restablecía plenamente la independencia del Transvaal, sino que mantenía al Estado bajo la soberanía británica. Las tropas británicas se retiraron y, en 1884, el Convenio de Pretoria fue sustituido por el Convenio de Londres, que establecía la plena independencia y el autogobierno, aunque todavía con el control británico de las relaciones exteriores.
Cuando en 1886 se produjo un segundo gran hallazgo de minerales en un afloramiento de una gran cordillera a unas 30 millas al sur de la capital bóer de Pretoria, se reavivaron los intereses imperiales británicos. La cresta, conocida localmente como la "cuenca de Witwatersrand" (literalmente "cresta de agua blanca"), contenía el mayor yacimiento de mineral aurífero del mundo. Este descubrimiento convirtió al Transvaal, que había sido una república bóer en dificultades, en una amenaza política y económica para la supremacía británica en Sudáfrica, en un momento en que Gran Bretaña se disputaba las colonias africanas con Francia y Alemania.

### Tensiones entre los gobiernos
En 1896, Cecil Rhodes, primer ministro de la Colonia del Cabo, intentó derrocar al gobierno de Paul Kruger, entonces presidente de la República Sudafricana o del Transvaal. La llamada Incursión Jameson fracasó.
En 1899, las tensiones estallaron en la segunda guerra bóer, causada en parte por el rechazo de un ultimátum por parte de los británicos. El ultimátum del Transvaal exigía que todas las disputas entre el Estado Libre de Orange y el Transvaal (aliados desde 1897) se resolvieran mediante arbitraje y que las tropas británicas se marcharan. El atractivo del oro hizo que mereciera la pena comprometer los vastos recursos del Imperio británico e incurrir en los enormes costes necesarios para ganar aquella guerra. Sin embargo, las agudas lecciones que los británicos habían aprendido durante la Primera Guerra de los Bóeres -entre las que se incluían la puntería bóer, la flexibilidad táctica y el buen uso del terreno- se habían olvidado en gran medida cuando estalló la segunda guerra 18 años después. Los británicos sufrieron numerosas bajas y reveses antes de obtener la victoria final.